# 吊燈

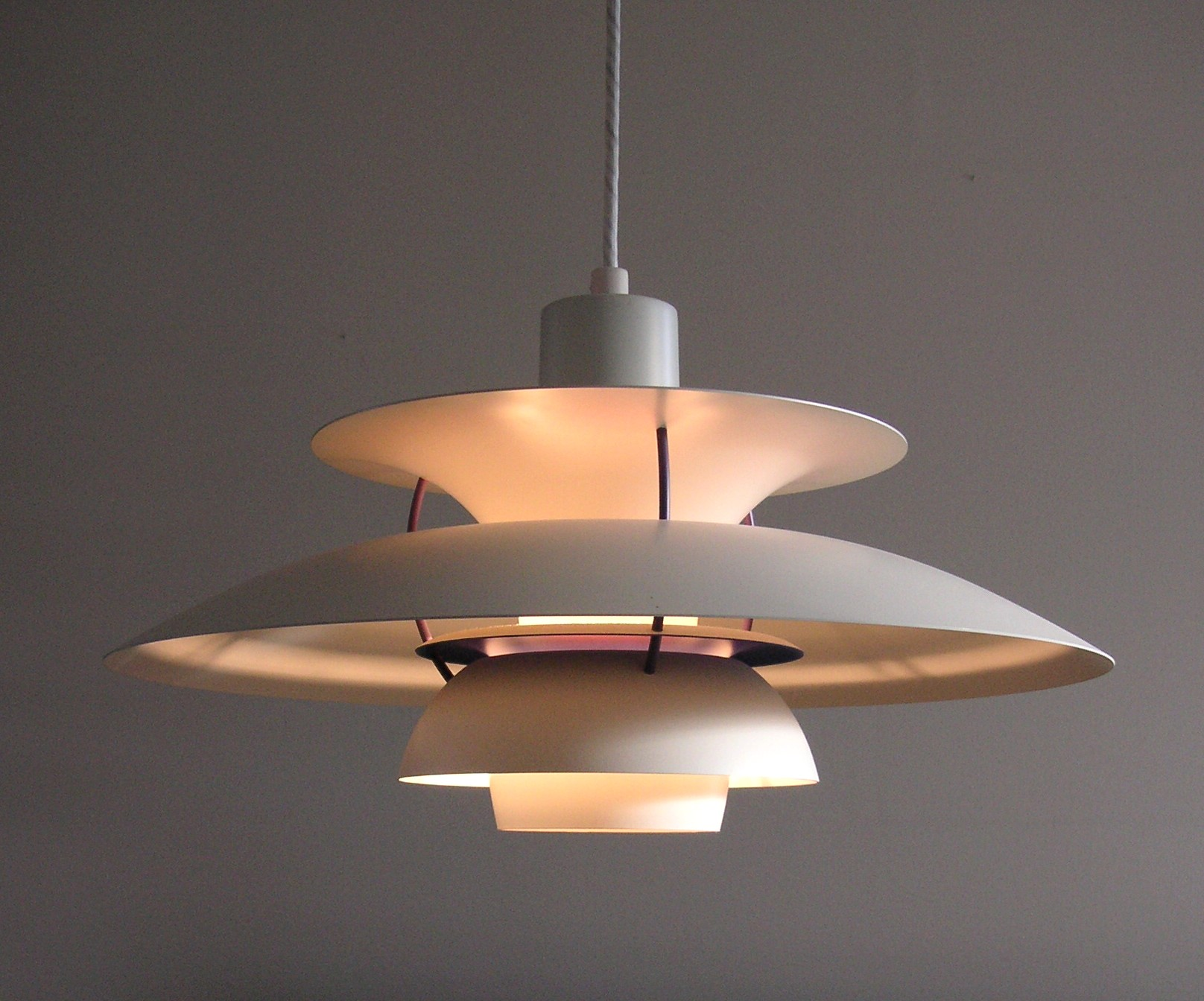
保爾·漢寧森，PH燈，1927年：悬吊灯，间接发光。

吊灯（英語：pendant light）是一种吊在天花板上的孤独灯具，通常由绳索，链条或金属棒悬挂。吊灯通常以多种方式使用，以直线形式悬挂在厨房台面和餐桌椅套件上，有时甚至挂在浴室中。吊灯有各种尺寸，材料从金属到玻璃，从混凝土到塑料都不同。许多现代吊灯都是节能的低压型号，有些则使用卤素或荧光灯。
台球灯或岛灯是较长的吊灯，通常带有长荧光灯或多个白炽灯泡，用于厨房岛和台球桌。 它们有时被认为是枝形吊灯的一种。
吊灯是理解建筑照明设计的关键组成部分，有时还与室内设计有关。

## 关连项目
- 枝形吊燈